# جوليان ستيفان
جوليان ستيفان (بالفرنسية: Julien Stéphan)‏ هو لاعب كرة قدم ومدرب كرة قدم فرنسي في مركز الوسط، ولد في 18 سبتمبر 1980 في رين في فرنسا. لعب مع باريس سان جيرمان.

## وصلات خارجية
- جوليان ستيفان على موقع رابطة كرة القدم الفرنسية للمحترفين (الإنجليزية)
- جوليان ستيفان على موقع قاعدة بيانات كرة القدم.إي يو (الإنجليزية)
- جوليان ستيفان على موقع ليكيب (الفرنسية)
- جوليان ستيفان على موقع Soccerbase.com (مدرب) (الإنجليزية)
- جوليان ستيفان على موقع عالم كرة القدم.نت (الإنجليزية)